# La Hediondilla
La Hediondilla är en ort i Mexiko.   Den ligger i kommunen Villa de Ramos och delstaten San Luis Potosí, i den centrala delen av landet, 500 km nordväst om huvudstaden Mexico City. La Hediondilla ligger 2 190 meter över havet och antalet invånare är 111.
Terrängen runt La Hediondilla är en högslätt. Runt La Hediondilla är det glesbefolkat, med 13 invånare per kvadratkilometer. Närmaste större samhälle är San Pablo, 7,7 km sydväst om La Hediondilla. Omgivningarna runt La Hediondilla är i huvudsak ett öppet busklandskap.